# Karel Oštir
Karel (Dragotin) Oštir, slovenski (primerjalni indoevropski) jezikoslovec, filolog, * 13. oktober 1888, Arnače, † 27. december 1973, Ljubljana.

## Življenjepis
Od leta 1909 do 1913 je v Gradcu in na Dunaju študiral primerjalno jezikoslovje. Po končanem študiju se je od 1913 do 1914 izpopolnjeval v Sankt-Peterburgu v Rusiji ter leta 1914 tudi v Britanskem muzeju v Londonu. Ob začetku 1. svetovne vojne je bil v Londonu. Kot avstrijskega državljana so ga Angleži za eno leto konfinirali, kjer je opravljal težka dela. Leta 1915 so ga zaradi njegove postave vrnili v Avstrijo, kjer pa so ga takoj poslali v avstro–ogrsko vojsko 
Karel Oštir je po prvi svetovni vojni nadaljeval študij jezikoslovja v tujih knjižnicah. Leta 1919 je Karel Oštir v Gradcu doktoriral z disertacijo o izvoru indoevropskega dolgovokalnega intranzitiva (neprehodni glagoli). Največ časa je v letih 1918−22 preživel na Dunaju, nato pa se je vrnil v Slovenijo, kjer je v začetku leta 1922 kot docent začel predavati indoevropsko primerjalno jezikoslovje. Leta 1932 je postal redni profesor, upokojil se je leta 1959.
Od leta 1922 in 1958 je bil Karel Oštir predstojnik Oddelka (sprva "seminarja") za primerjalno jezikoslovje. Redni član Slovenske akademije znanosti in umetnosti je bil od 2. junija 1953 do 17. junija 1958, ko je sam izstopil iz nje oz. odstopil kot njen član, bil pa je (1933/34) tudi dekan Filozofske fakultete v Ljubljani.

## Kariera
Karel Oštir je sprva raziskoval indoevropsko jezikoslovje. Sprva se je po svojih besedah »varno sprehajal po cvetočem indoevropskem vrtu«, nato pa se je posvetil staroevropskim jezikom, alarodski (azianske, jafetitske) jezikovni osnovi, ki jo je v Evropi prekrila kasneje indoevropščina.
Januarja 1944 se je na poslopje Narodne in univerzitetne knjižnice v Ljubljani zrušilo nemško vojaško letalo. V požaru, ki je zajel tudi knjižnico Oštirjevega seminarja, je zgorel njegov rokopis primerjalnega slovarja alarodskih jezikov. Izguba rokopisa ga je zelo prizadela, saj je izgubil velik del njegovega znanstvenoraziskovalnega dela.
Karel Oštir je mednarodno priznan kot eden od pionirjev laringalne teorije. Pretežni del Oštirjevega znanstvenoraziskovalnega dela pa je posvečen alarodskim jezikom, tj. istorodnim jezikom ljudstev na ozemlju, ki so ga pozneje zasedla indoevropska ljudstva.
Leta 1930 je močno podvomil v svoje teorije in po tem ni več objavljal. Objavil je 2 knjigi in 28 razprav. Svoje razprave je Oštir objavljal v tujih in domačih znanstvenih revijah in zbornikih: Arhiv za arbanasku starinu, jezik i etnologiju. Etnolog, Archiv für slavische Philologie, Slavio, Razprave znanstvenega društva za humanistične vede, Rocznik slav^istyczny, Donum natal. Schrijnen, v Zborniku Rozwadovskemu.

### Knjige
- Beiträge zur alarodischen Sprachwissenschaft (1921)
- Drei vorslawisch-etruskische Vogelnamen (1930).

### Članki
- Predslovansko sębere "zadrugar" : donesek k praslov. socijalnemu sestavu (Etnolog 4 1930/1931).
- Japodi: (m-prefiks) (Etnolog 3 1929)
- Veneti in Anti : (alarod. w-prefiks) (Etnolog 2 1928)
- K predslovanski etnologiji Zakarpatja (Etnolog 1 1926/1927)[7]
- Baltoslovanska metatonija, 1925
- Alarodische Sprachwissenschaft, 1921